# Salmaser Höhe
Die Salmaser Höhe ist ein 1254 m hoher Berg in den Allgäuer Alpen oder im Alpenvorland, je nach Definition der nördlichen Grenze der Alpen. Er liegt im Landkreis Oberallgäu in der Gemarkung des Marktes Oberstaufen.

## Geologie
Die Salmaser Höhe weist das typische Nagelfluhgestein der Allgäuer Voralpen auf. Außerdem ist das nach Norden hin aufgeschossene Schichtensystem von abwechselnd durch Kalkeinträge ausgehärteten Platten und Kiesbänken vorzufinden.

## Geographie
Die Salmaser Höhe erhebt sich über dem Konstanzer Tal, westlich des großen Alpsees. Die Salmaser Höhe ist die höchste Erhebung zwischen Immenstadt und Oberstaufen. Der Berg grenzt östlich an die Thaler Höhe, und westlich an den Hüttenberg und den Staufen. Vom Gipfel aus, blickt man im Süden auf die im Tal gelegenen Orte Thalkirchdorf, Salmas und Wiedemannsdorf. Im Norden blickt man auf den Ochsenberg, im Nordosten auf die Gemeinde Missen-Wilhams. Den Gipfel erreicht man im Süden direkt von Wiedemannsdorf aus, im Norden kann man von Missen aus über die Thaler Höhe zur Salmaser Höhe gelangen.
Die Salmaser Höhe ist der südlichste Kamm des Zentralteils der Nagelfluhhöhen und Senken zwischen Bodensee und Wertach und ist gleichzeitig deren höchster Gipfel. Die Salmaser Höhe wird neben dem Pfänder (1062 m), dem Hirschberg (1095 m), dem Sulzberg (1041 m) und dem Rottachberg (1115 m) mitunter noch zu den Alpen gerechnet. Die Salmaser Höhe ist der höchste Berg dieser Bergkämme, bei denen kein Konsens besteht, ob sie zu den Allgäuer Alpen zählen.
Südlich der Salmaser Höhe verlaufen die Bundesstraße 308 und die Bahnstrecke Buchloe–Lindau.

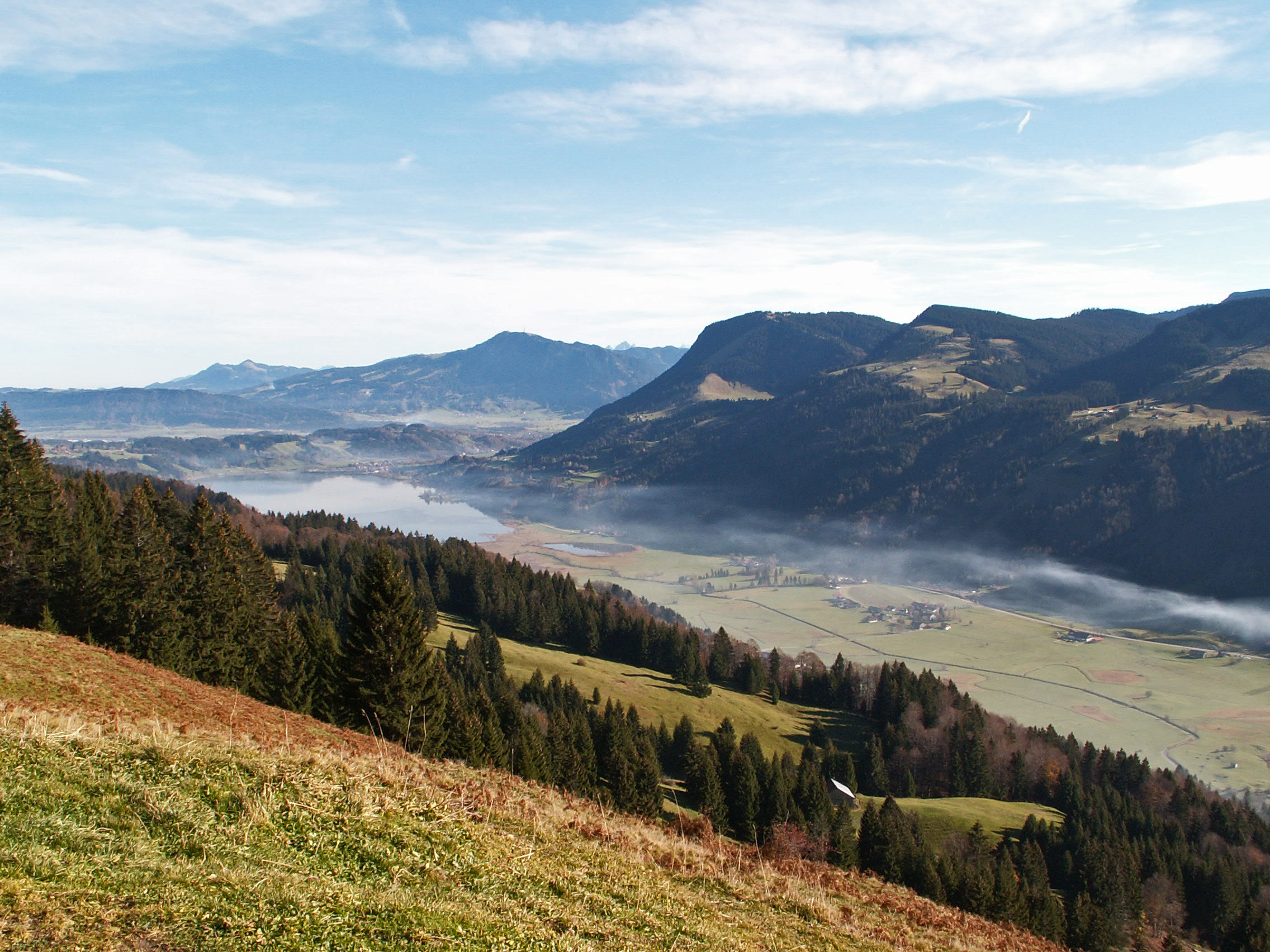
Blick von der Salmaser Höhe nach Osten zum Großen Alpsee
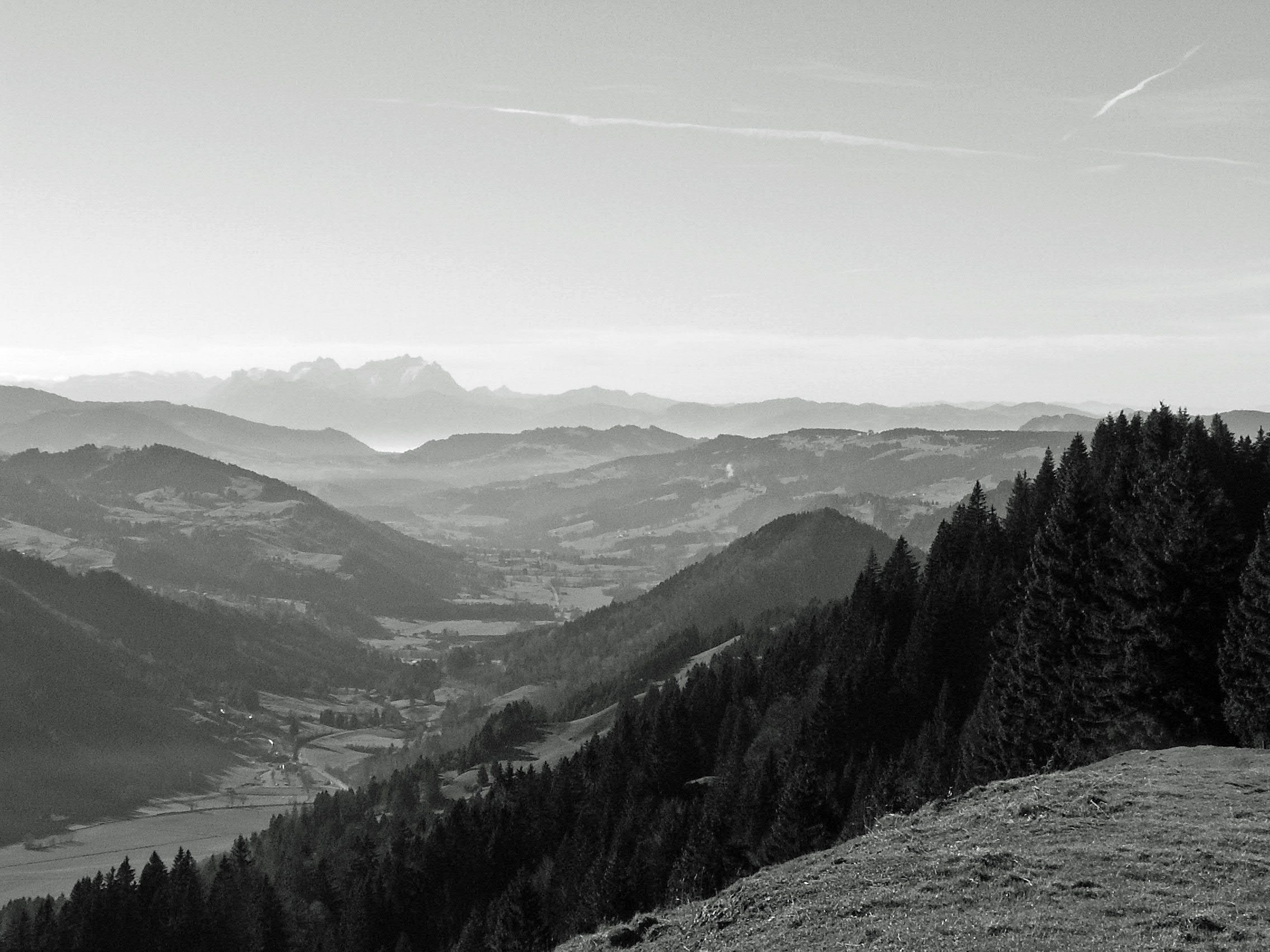
Blick von der Salmaser Höhe über das Weißachtal zum Säntis
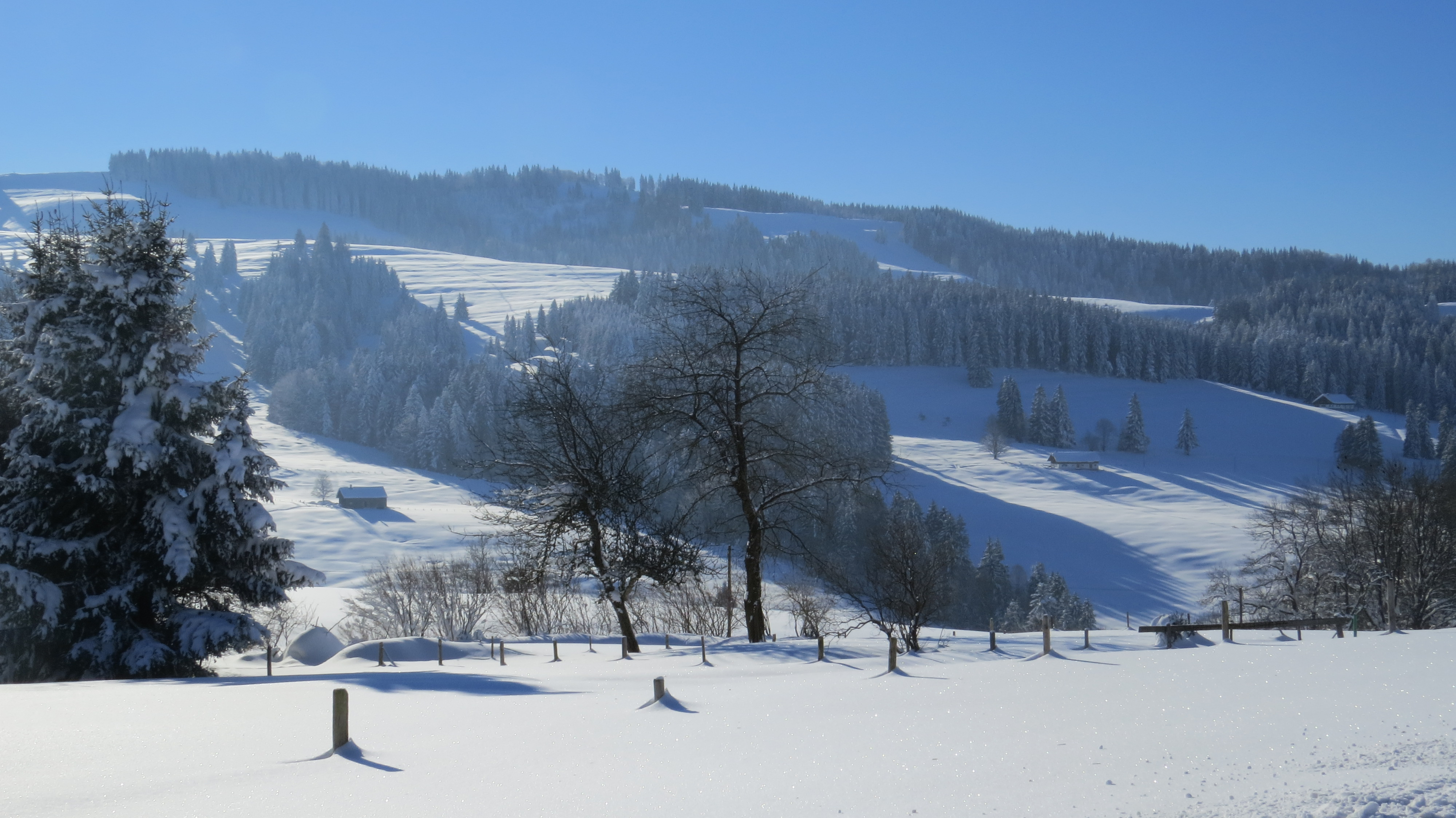
Salmaser Höhe von Norden

## Sport und Tourismus
Im Jahr 1922 wurde auf der Salmaser Höhe die Skisprungschanze Schwabenschanze errichtet, welche eine Vorgängerschanze der Hasenbergschanze in Isny im Allgäu war.
Am Südhang liegt die Schatzhöhle, welche ein beliebter Wegpunkt bei Wanderungen ist. Der Hauptgipfel der Salmaser Höhe ist mit der Thaler Höhe häufiges Ziel für Wanderungen um das Konstanzer Tal oder vom Alpsee über Ratholz bis nach Oberstaufen. Rund um die Salmaser Höhe finden sich zudem viele geeignete Routen für das Mountainbike. Im Winter eignet sich das Gebiet auch für Skitouren. Für Gleitschirme und Hängegleiter besteht ein Startplatz der Westallgäuer Flugschule. Die Höhendifferenz zum Landeplatz beträgt 513 m.